# 山形県埋蔵文化財センター
山形県埋蔵文化財センター（やまがたけんまいぞうぶんかざいセンター）は、山形県上山市にある山形県教育庁文化財・生涯学習課傘下の財団法人で、山形県内にある埋蔵文化財の発掘調査と保護を行っている。いわゆる埋蔵文化財センターの1つ。

## 活動内容
- 発掘された埋蔵文化財の展示
  - 山形県立博物館（霞城公園内）- 山形県山形市
  - 山形県立うきたむ風土記の丘考古資料館（まほろば古の里歴史公園内） - 山形県高畠町
  - 山形県埋蔵文化財センター特別収蔵室（見学は要事前連絡）
  - 毎年の発掘調査の成果を山形市ビッグウィングなどで一堂に集めて展示
    - 2006年（平成18年）12月16・17日山形国際交流プラザ ビッグウイングにて開催

## 沿革
- 1991年（平成3年）5月14日 - 山形県埋蔵文化財調査体制検討委員会発足。
- 1992年（平成4年）6月25日 - 山形県埋蔵文化財調査体制検討委員会報告書提出。
- 1993年（平成5年）4月1日 - 山形県教育委員会が財団法人山形県埋蔵文化財センター設立を許可。
- 1993年（平成5年）4月1日 - 財団法人山形県埋蔵文化財センターを山形市緑町に設立。
- 1993年（平成5年）10月1日 - 上山市弁天（旧県立上山農業高等学校）に移転。
- 2012年（平成24年）4月1日 - 公益財団法人に移行。
- 2012年（平成24年）12月1日 - 上山市中山（旧上山市立中山小学校）に移転。

## 所在地とアクセス
- 山形県上山市中山字壁屋敷5608番地
  - JR奥羽本線羽前中山駅下車徒歩20分